# Oreste Viganò
Oreste Viganò (Milano, 31 luglio 1891 – ...) è stato un calciatore italiano, di ruolo difensore e occasionalmente portiere.

## Carriera
Ha militato nell'Inter dalla stagione 1910-1911 a quella del 1921-1922, totalizzando 43 presenze in campionato, senza mettere a segno reti.
Debuttò in Prima Categoria il 5 marzo 1911, nella gara casalinga contro il Torino, conclusasi 0-1.
Disputò l'ultima partita di campionato il 6 novembre 1921, alla sesta giornata del Girone B di Lega Nord della Prima Divisione CCI, Inter-Savona 2-0.
Nel campionato 1919-1920, vinto dalla sua squadra, giocò 9 gare, una delle quali nel ruolo di portiere.

## Palmarès
- Campionato italiano: 1

Inter: 1919-1920